# جورح ده رلیسکوف
جورح ده رلیسکوف (انگلیسی: George de Relwyskow; ۱۸ ژوئن ۱۸۸۷ – ۹ نوامبر ۱۹۴۳) کشتی‌گیر اهل بریتانیا بود.